# Camenák
A Camenák római mitológiai alakok, az ének és a jóslás istennői. A modern klasszika-filológia mint a görög múzsák megfelelőit azonosították őket. Olykor közéjük számították Egeriát és Carmentist is.